# بطولة أمم إفريقيا للمحليين 2018
بطولة أمم إفريقيا للمحليين 2018 هي النسخة الخامسة من بطولة أمم إفريقيا للمحليين، التي نظمها الاتحاد الإفريقي لكرة القدم، والخاصة باللاعبين الممارسين في الدوريات المحلية لبلدانهم. انعقدت البطولة في الفترة ما بين 13 يناير و 4 فبراير 2018. في فبراير 2016، أعلنت أن كينيا هي الدولة المستضيفة، ولكن في سبتمبر 2017، قرر الاتحاد الأفريقي سحب شرف التنظيم منها بسبب عدم إحرازها تقدما في استعداداتها للبطولة. في أكتوبر 2017، أعلن عن استضافة المغرب للبطولة. فاز المغرب بالبطولة بعد تغلبه على نيجيريا بأربعة أهداف دون رد.
على عكس كأس الأمم الإفريقية، شارك كل منتخب متأهل باللاعبين الذي يلعبون في الدوري المحلي. على سبيل المثال، لا يمكن للاعب مغربي أن يلعب للمنتخب الوطني المغربي إلا إذا كان يلعب لصالح ناد مغربي.
فازت جمهورية الكونغو الديمقراطية بنسخة 2016 لكنها فشلت في التأهل للمرة الأولى بعد إقصاءها من قبل جمهورية الكونغو بقاعدة الأهداف خارج الديار.

## اختيار المستضيف
توصل الاتحاد الإفريقي لكرة القدم بثلاث طلبات لتنظيم البطولة بدلا عن كينيا:
- غينيا الاستوائية
- المغرب
- إثيوبيا

لم يقدم الاتحاد الإثيوبي لكرة القدم ملف الاستضافة للحكومة ولم تنظر فيه. في أكتوبر 2017، قررت لجنة الطوارئ في الاتحاد الإفريقي اختيار المغرب على حساب غينيا الاستوائية لتنظيم البطولة.

## نظام التأهيل
أجريت التصفيات في الفترة ما بين أبريل وأغسطس 2017. علاوة على المغرب، المؤهل بحكم استضافته للحدث، تم توزيع 38 منتخبا إفريقيا ووفق نظام إقصائي حسب 6 مناطق جغرافية، أجريت قرعته في القاهرة بمقر الاتحاد الإفريقي لكرة القدم:
- المنطقة الشمالية: تأهل منتخبان، من أصل 5، عبر دور إقصائي وحيد.
- المنطقة الغربية أ: تأهل منتخبان، من أصل 6، عبر دورين إقصائيين.
- المنطقة الغربية ب: تأهلت ثلاثة منتخبات، من أصل 7، عبر دورين إقصائيين.
- المنطقة الوسطى: تأهلت ثلاثة منتخبات، من أصل 5، عبر دورين إقصائيين.
- المنطقة الوسطى الشرقية: تأهلت ثلاثة منتخبات، من أصل 8، عبر دورين إقصائيين.
- المنطقة الجنوبية: تأهل منتخبان، من أصل 9، عبر ثلاثة أدوار إقصائية.

بعد تأهل المغرب بالفعل من المنطقة الشمالية وحصوله على شرف تنظيم البطولة فيما بعد، أعطي مكانه الذي حصل عليه من التصفيات لمصر، التي كانت قد خسرت أمام المغرب سابقا في الجولة النهائية من تصفيات المنطقة الشمالية. لكنها رفضت المشاركة بسبب «الأجندة المحلية المزدحمة». ونتيجة لذلك، تقرر اختيار منتخب من المنطقة الوسطى الشرقية، ويحدد من مباراة فاصلة في نوفمبر 2017 بين إثيوبيا ورواندا، وكان الفريقين قد أقصيا في الجولة النهائية للمنطقة الوسطى الشرقية سابقا.

### الفرق المتأهلة
| المنتخب                | طريقة التأهل                          |
| المنطقة الشمالية       | المنطقة الشمالية                      |
| ---------------------- | ------------------------------------- |
| المغرب                 | المستضيف                              |
| ليبيا                  | انتصر على الجزائر                     |
| المنطقة الغربية أ      |                                       |
| غينيا                  | انتصر على السنغال                     |
| موريتانيا              | انتصر على مالي                        |
| المنطقة الغربية ب      |                                       |
| ساحل العاج             | انتصر على النيجر                      |
| نيجيريا                | انتصر على بنين                        |
| بوركينا فاسو           | انتصر على غانا                        |
| المنطقة الوسطى         |                                       |
| جمهورية الكونغو        | انتصر على جمهورية الكونغو الديمقراطية |
| الكاميرون              | انتصر على ساو تومي وبرينسيب           |
| غينيا الاستوائية       | انتصر على الغابون                     |
| المنطقة الوسطى الشرقية |                                       |
| السودان                | انتصر على إثيوبيا                     |
| أوغندا                 | انتصر على رواندا                      |
| رواندا                 | تأهل مباشرة بعد اعتذار مصر            |
| المنطقة الجنوبية       |                                       |
| زامبيا                 | انتصر على جنوب إفريقيا                |
| أنغولا                 | انتصر على مدغشقر                      |
| ناميبيا                | انتصر على جزر القمر                   |

## الملاعب
أقيمت البطولة في مدن مراكش، أغادير، الدار البيضاء، وطنجة.
| الدار البيضاء              | الدار البيضاء أكادير مراكش طنجةبطولة أمم إفريقيا للمحليين 2018 (المغرب) | مراكش         |
| -------------------------- | ----------------------------------------------------------------------- | ------------- |
| المركب الرياضي محمد الخامس | الدار البيضاء أكادير مراكش طنجةبطولة أمم إفريقيا للمحليين 2018 (المغرب) | ملعب مراكش    |
| السعة: 67,000              | الدار البيضاء أكادير مراكش طنجةبطولة أمم إفريقيا للمحليين 2018 (المغرب) | السعة: 45,250 |
|                            | الدار البيضاء أكادير مراكش طنجةبطولة أمم إفريقيا للمحليين 2018 (المغرب) |               |
| طنجة                       | الدار البيضاء أكادير مراكش طنجةبطولة أمم إفريقيا للمحليين 2018 (المغرب) | أكادير        |
| ملعب طنجة                  | الدار البيضاء أكادير مراكش طنجةبطولة أمم إفريقيا للمحليين 2018 (المغرب) | ملعب أدرار    |
| السعة: 45,000              | الدار البيضاء أكادير مراكش طنجةبطولة أمم إفريقيا للمحليين 2018 (المغرب) | السعة: 45,480 |
|                            | الدار البيضاء أكادير مراكش طنجةبطولة أمم إفريقيا للمحليين 2018 (المغرب) |               |

وقبل سحب شرف الاستضافة، كان اتحاد كينيا لكرة القدم يعتزم استخدام أربعة ملاعب لإقامة المباريات. ومع ذلك، كان فقط ملعب نيايو الوطني وملعب كاساراني في نيروبي اللذان يستجيبان لمتطلبات الاتحاد الإفريقي، في حين كان ملعب مومباسا البلدي في مومباسا وملعب كينورو في ميرو دون ذلك.

## التشكيلات
يجب أن لا يتجاوز عدد اللاعبين في تشكيلة أي منتخب 23 لاعبا (حسب مقتضى البند 72). أعلنت التشكيلات النهائية من قبل الاتحاد الإفريقي في 10 يناير 2018.

## الحكام
اختير ما مجموعه 32 حكما (16 حكما و 16 حكما مساعدا) لإدارة مباريات البطولة. بالإضافة إلى سبعة حكام اختيروا كحكام لتقنية الفيديو، واستخدمت هذه الطريقة ابتداءً من ربع النهائي في كل المسابقات الإفريقية.

## القرعة
أقيمت قرعة النهائيات في 17 نوفمبر 2017، 19:30 بتوقيت غرب أوروبا (ت ع م±00:00)، في الرباط، المغرب.
صُنِّفت الفرق الستة عشر إلى أربع أوعية مكونة من أربعة فرق. وقد تم تصنيف المنتخب المغربي في الوعاء 1. وتم تصنيف الفرق المتبقية بناء على نتائجها في آخر أربع مسابقات أخيرة: 2009 (مضروبة في 1)، 2011 (مضروبة في 2)، 2014 (مضروبة في 3)، 2016 (مضروبة 4):
- 7 نقاط للفائز
- 5 نقاط للوصيف
- 3 نقاط في الدور نصف النهائي
- 2 نقطة لربع النهائي
- 1 نقطة لمرحلة المجموعة

واستنادا إلى الصيغة أعلاه، تم توزيع الأواني الأربعة على النحو التالي:
| الوعاء 1                                                                                      | الوعاء 2                                                                           | الوعاء 3                                                                       | الوعاء 4                                                                                        |
| --------------------------------------------------------------------------------------------- | ---------------------------------------------------------------------------------- | ------------------------------------------------------------------------------ | ----------------------------------------------------------------------------------------------- |
| 1. المغرب (المستضيف) (10 نقاط) 2. ليبيا (22 نقطة) 3. ساحل العاج (15 نقطة) 4. أنغولا (14 نقطة) | 1. نيجيريا (13 نقطة) 2. غينيا (12 نقطة) 3. الكاميرون (12 نقطة) 4. زامبيا (11 نقطة) | 1. رواندا (10 نقاط) 2. أوغندا (9 نقاط) 3. السودان (6 نقاط) 4. الكونغو (3 نقاط) | 1. بوركينا فاسو (3 نقاط) 2. موريتانيا (3 نقاط) 3. ناميبيا (0 نقطة) 4. غينيا الاستوائية (0 نقطة) |

## مرحلة المجموعات
معايير كسر التعادل
1. مجموع النقاط
2. نتيجة المواجهات المباشرة بين الفرق المعنية
3. فارق الأهداف خلال المواجهات بين الفرق المعنية
4. الأهداف المسجلة خلال المواجهات بين الفرق المعنية
5. فارق الأهداف خلال مرحلة المجموعات
6. الأهداف المسجلة خلال مرحلة المجموعات
7. قرعة فاصلة
- جميع المباريات حسب توقيت المغرب (ت ع م±00:00).[27]

### المجموعة 1
| م | الفريق     | لعب | ف | ت | خ | أ.له | أ.ع | أ.ف | نقاط | التأهل                        |
| - | ---------- | --- | - | - | - | ---- | --- | --- | ---- | ----------------------------- |
| 1 | المغرب (H) | 3   | 2 | 1 | 0 | 7    | 1   | +6  | 7    | التقدم إلى مرحلة خروج المغلوب |
| 2 | السودان    | 3   | 2 | 1 | 0 | 3    | 1   | +2  | 7    | التقدم إلى مرحلة خروج المغلوب |
| 3 | غينيا      | 3   | 1 | 0 | 2 | 3    | 5   | −2  | 3    |                               |
| 4 | موريتانيا  | 3   | 0 | 0 | 3 | 0    | 6   | −6  | 0    |                               |

| المغرب                                        | 4–0   | موريتانيا |
| --------------------------------------------- | ----- | --------- |
| - الكعبي 66'، 80' - الحداد 72' - بنشرقي 3+90' | تقرير |           |

| غينيا        | 1–2   | السودان                 |
| ------------ | ----- | ----------------------- |
| - كامارا 55' | تقرير | - سليمان 20' - تيري 75' |

| المغرب                 | 3–1   | غينيا        |
| ---------------------- | ----- | ------------ |
| - الكعبي 27'، 64'، 68' | تقرير | - بيسيري 28' |

| السودان    | 1–0   | موريتانيا |
| ---------- | ----- | --------- |
| - محمد 30' | تقرير |           |

| السودان | 0–0   | المغرب |
| ------- | ----- | ------ |
|         | تقرير |        |

| موريتانيا | 0–1   | غينيا        |
| --------- | ----- | ------------ |
|           | تقرير | - سانخون 15' |

### المجموعة 2
| م | الفريق     | لعب | ف | ت | خ | أ.له | أ.ع | أ.ف | نقاط | التأهل                        |
| - | ---------- | --- | - | - | - | ---- | --- | --- | ---- | ----------------------------- |
| 1 | زامبيا     | 3   | 2 | 1 | 0 | 6    | 2   | +4  | 7    | التقدم إلى مرحلة خروج المغلوب |
| 2 | ناميبيا    | 3   | 2 | 1 | 0 | 3    | 1   | +2  | 7    | التقدم إلى مرحلة خروج المغلوب |
| 3 | أوغندا     | 3   | 0 | 1 | 2 | 1    | 4   | −3  | 1    |                               |
| 4 | ساحل العاج | 3   | 0 | 1 | 2 | 0    | 3   | −3  | 1    |                               |

| ساحل العاج | 0–1   | ناميبيا       |
| ---------- | ----- | ------------- |
|            | تقرير | هامبيرا 3+90' |

| زامبيا                                    | 3–1   | أوغندا         |
| ----------------------------------------- | ----- | -------------- |
| - كامبولي 38' - مولينغا 63' - كابومبو 71' | تقرير | - نسيبامبي 40' |

| ساحل العاج | 0–2   | زامبيا            |
| ---------- | ----- | ----------------- |
|            | تقرير | - مولينغا 8'، 73' |

| أوغندا | 0–1   | ناميبيا         |
| ------ | ----- | --------------- |
|        | تقرير | - نيكوندي 2+90' |

| أوغندا | 0–0   | ساحل العاج |
| ------ | ----- | ---------- |
|        | تقرير |            |

| ناميبيا       | 1–1   | زامبيا        |
| ------------- | ----- | ------------- |
| - إمبوندي 13' | تقرير | - كامبولي 24' |

### المجموعة 3
| م | الفريق           | لعب | ف | ت | خ | أ.له | أ.ع | أ.ف | نقاط | التأهل                        |
| - | ---------------- | --- | - | - | - | ---- | --- | --- | ---- | ----------------------------- |
| 1 | نيجيريا          | 3   | 2 | 1 | 0 | 4    | 1   | +3  | 7    | التقدم إلى مرحلة خروج المغلوب |
| 2 | ليبيا            | 3   | 2 | 0 | 1 | 4    | 1   | +3  | 6    | التقدم إلى مرحلة خروج المغلوب |
| 3 | رواندا           | 3   | 1 | 1 | 1 | 1    | 1   | 0   | 4    |                               |
| 4 | غينيا الاستوائية | 3   | 0 | 0 | 3 | 1    | 7   | −6  | 0    |                               |

| ليبيا                             | 3–0   | غينيا الاستوائية |
| --------------------------------- | ----- | ---------------- |
| - طاهر سعيد 12'، 17' - الهريش 87' | تقرير |                  |

| نيجيريا | 0–0   | رواندا |
| ------- | ----- | ------ |
|         | تقرير |        |

| ليبيا | 0–1   | نيجيريا        |
| ----- | ----- | -------------- |
|       | تقرير | أديمي فالي 79' |

| رواندا      | 1–0   | غينيا الاستوائية |
| ----------- | ----- | ---------------- |
| - مانزي 67' | تقرير |                  |

| رواندا | 0–1   | ليبيا          |
| ------ | ----- | -------------- |
|        | تقرير | أبو شناف 3+90' |

| غينيا الاستوائية | 1–3   | نيجيريا                                       |
| ---------------- | ----- | --------------------------------------------- |
| - إياما 40'      | تقرير | - أوكبوتو 58' - سولومون 69' - علي 83' (ركلة.) |

### المجموعة 4
| م | الفريق       | لعب | ف | ت | خ | أ.له | أ.ع | أ.ف | نقاط | التأهل                        |
| - | ------------ | --- | - | - | - | ---- | --- | --- | ---- | ----------------------------- |
| 1 | الكونغو      | 3   | 2 | 1 | 0 | 3    | 0   | +3  | 7    | التقدم إلى مرحلة خروج المغلوب |
| 2 | أنغولا       | 3   | 1 | 2 | 0 | 1    | 0   | +1  | 5    | التقدم إلى مرحلة خروج المغلوب |
| 3 | بوركينا فاسو | 3   | 0 | 2 | 1 | 1    | 3   | −2  | 2    |                               |
| 4 | الكاميرون    | 3   | 0 | 1 | 2 | 1    | 3   | −2  | 1    |                               |

| أنغولا | 0–0   | بوركينا فاسو |
| ------ | ----- | ------------ |
|        | تقرير |              |

| الكاميرون | 0–1   | الكونغو              |
| --------- | ----- | -------------------- |
|           | تقرير | - ماكياس 73' (ركلة.) |

| أنغولا                    | 1–0   | الكاميرون |
| ------------------------- | ----- | --------- |
| - جوب إستيفاو 29' (ركلة.) | تقرير |           |

| الكونغو                   | 2–0   | بوركينا فاسو |
| ------------------------- | ----- | ------------ |
| - باكوا 67' - نغوما 3+90' | تقرير |              |

| الكونغو | 0–0   | أنغولا |
| ------- | ----- | ------ |
|         | تقرير |        |

| بوركينا فاسو | 1–1   | الكاميرون   |
| ------------ | ----- | ----------- |
| سيلا 43'     | تقرير | موسومبو 52' |

## مرحلة خروج المغلوب
|  | ربع النهائي                           | ربع النهائي           |                                       |       | نصف النهائي   | نصف النهائي           |                       |  | النهائي | النهائي |
|  |                                       |                       |                                       |       |               |                       |                       |  |         |         |
|  | 27 يناير – المركب الرياضي محمد الخامس |                       |                                       |       |               |                       |                       |  |         |         |
|  |                                       |                       |                                       |       |               |                       |                       |  |         |         |
|  | المغرب                                | 2                     |                                       |       |               |                       |                       |  |         |         |
|  | المغرب                                | 2                     | 31 يناير – المركب الرياضي محمد الخامس |       |               |                       |                       |  |         |         |
|  | ناميبيا                               | 0                     |                                       |       |               |                       |                       |  |         |         |
|  | ناميبيا                               | 0                     | المغرب (ب.و.إ.)                       | 3     |               |                       |                       |  |         |         |
|  | 28 يناير – ملعب أدرار                 |                       | المغرب (ب.و.إ.)                       | 3     |               |                       |                       |  |         |         |
|  |                                       |                       | ليبيا                                 | 1     |               |                       |                       |  |         |         |
|  | الكونغو                               | 1 (3)                 | ليبيا                                 | 1     |               |                       |                       |  |         |         |
|  | الكونغو                               | 1 (3)                 | 4 فبراير – المركب الرياضي محمد الخامس |       |               |                       |                       |  |         |         |
|  | ليبيا (ج.)                            | 1 (5)                 |                                       |       |               |                       |                       |  |         |         |
|  | ليبيا (ج.)                            | 1 (5)                 | المغرب                                | 4     |               |                       |                       |  |         |         |
|  | 27 يناير – ملعب مراكش                 |                       | المغرب                                | 4     |               |                       |                       |  |         |         |
|  |                                       | نيجيريا               | 0                                     |       |               |                       |                       |  |         |         |
|  | زامبيا                                | نيجيريا               | 0                                     | 0     |               |                       |                       |  |         |         |
|  | زامبيا                                | 31 يناير – ملعب مراكش |                                       | 0     |               |                       |                       |  |         |         |
|  | السودان                               | 1                     |                                       |       |               |                       |                       |  |         |         |
|  | السودان                               | 1                     | السودان                               | 0     | المركز الثالث | المركز الثالث         |                       |  |         |         |
|  | 28 يناير – ملعب طنجة                  |                       | السودان                               | 0     | المركز الثالث | المركز الثالث         |                       |  |         |         |
|  |                                       |                       | نيجيريا                               | 1     |               | 3 فبراير – ملعب مراكش | 3 فبراير – ملعب مراكش |  |         |         |
|  | نيجيريا (ب.و.إ.)                      | 2                     | نيجيريا                               | 1     |               | 3 فبراير – ملعب مراكش | 3 فبراير – ملعب مراكش |  |         |         |
|  | نيجيريا (ب.و.إ.)                      | 2                     |                                       |       | ليبيا         | 1 (2)                 |                       |  |         |         |
|  | أنغولا                                | 1                     |                                       |       | ليبيا         | 1 (2)                 |                       |  |         |         |
|  | أنغولا                                | 1                     | السودان(ج.)                           | 1 (4) |               |                       |                       |  |         |         |
|  |                                       |                       |                                       | 1 (4) |               |                       |                       |  |         |         |

### ربع النهائي
| المغرب                     | 2–0   | ناميبيا |
| -------------------------- | ----- | ------- |
| - الكعبي 36' - السعيدي 54' | تقرير |         |

| زامبيا | 0–1   | السودان  |
| ------ | ----- | -------- |
|        | تقرير | تيري 33' |

| نيجيريا                       | 2–1 (ب.و.إ.) | أنغولا     |
| ----------------------------- | ------------ | ---------- |
| - أوكبوتو 91' - أوكيشوكو 109' | تقرير        | فيليكس 55' |

| الكونغو    | 1–1 (ب.و.إ.) | ليبيا         |
| ---------- | ------------ | ------------- |
| ماكياس 36' | تقرير        | طاهر سعيد 15' |

### نصف النهائي
| المغرب                                   | 3–1 (ب.و.إ.) | ليبيا     |
| ---------------------------------------- | ------------ | --------- |
| - الكعبي 74'، 102' - الكرتي 117' (ركلة.) | تقرير        | خليفة 86' |

| السودان | 0–1   | نيجيريا      |
| ------- | ----- | ------------ |
|         | تقرير | أوكيشوكو 17' |

### المركز الثالث
| ليبيا    | 1–1   | السودان |
| -------- | ----- | ------- |
| عبلو 84' | تقرير | موسى 7' |

### النهائي
| المغرب                                     | 4–0   | نيجيريا |
| ------------------------------------------ | ----- | ------- |
| - حدراف 45'، 64' - الكرتي 61' - الكعبي 71' | تقرير |         |

## الجوائز

### المنصة النهائية
|         | المغرب  |
|         | ‍        |
| نيجيريا |         |
| ‍        | السودان |
| ‍        | ‍        |

### الجوائز التشريفية
- أفضل لاعب في الدورة:  أيوب الكعبي[1]
- هداف الدورة:  أيوب الكعبي[1]
- أفضل لاعب في المباراة النهائية:  زكريا حدراف[1]
- جائزة الروح الرياضية :  المغرب[2]

## الهدافون
9 أهداف
- أيوب الكعبي

3 أهداف
- أوغوستين مولينغا
- صالح طاهر سعيد

هدفان
- زكريا حدراف
- وليد الكرتي
- أنتوني أوكبوتو
- غابرييل أوكيشوكو
- لازاروس كامبولي
- سيف تيري
- جونيور ماكياس

هدف واحد
- إسماعيل الحداد
- أشرف بنشرقي
- صلاح الدين السعيدي
- سانداي أديمي فالي
- أوجو سولومون
- رابيو علي
- سيكو أمادو كامارا
- سايدوبا بيسيري كامارا
- إبراهيما سوري سانخون
- فيتونوافي شارلس هامبيرا
- باندوليني نيكوندي
- أبسالوم إمبوندي
- عمر سليمان
- ولاء الدين محمد
- ولاء موسى
- زكريا الهريش
- عبد الرحمان خليفة
- سالم عبلو
- فريد دوفال نغوما
- كاروف باكوا
- ريكاردو جوب إستيفاو
- فلاديمير إيتسون أنتونيو فيليكس
- فاكسون كابومبو
- ديريك نسيبامبي
- ثييري مانزي
- سيكوندينو نسي إياما
- سيدني محمد سيلا
- باتريك موسومبو